# Mezinárodní letiště Kimhe
Mezinárodní letiště Kimhe (korejsky 김해국제공항 – Kimhä kukče konghang, IATA: PUS, ICAO: RKPK) je mezinárodní letiště ve městě Kimhe v provincii Jižní Kjongsang na jihovýchodě Jižní Koreje, které slouží jako hlavní letiště pro nedaleké město Pusan a jeho okolí. Od centra Pusanu je vzdáleno přibližně dvacet kilometrů západně.
Letiště je v provozu od roku 1978, dřívější pusanské letiště v provozu od roku 1958 se nacházelo jinde. Je částečně vojenské, vzletová a přistávací dráha 18L/36R slouží přilehlé letecké základně Kimhe.